# کلیسای بزرگ دریا
کلیسای بزرگ دریا (اسپانیایی: La catedral del mar‎) یک درام تاریخی اسپانیایی به کارگردانی ژُردی فرادِس است که در سال ۲۰۱۸ منتشر شد.

## گزیدهٔ بازیگران
- میشل خنر[۱]
- سیلویا آباسکال[۱]
- آندرئا دورو[۱]
- پابلو درکی[۱]
- جوزپ ماریا پو[۱]
- ناتالیا د مولینا[۱]
- ناتالی پوسا[۱][۲]
- تریستان اوجوا[۱]
- نورا ناباس[۱]
- آلن ارناندس[۲]
- خینس گارسیا میان
- سرخیو پریس-منچتا